# Anthopleura varioarmata
Anthopleura varioarmata is een zeeanemonensoort uit de familie Actiniidae. De anemoon komt uit het geslacht Anthopleura. Anthopleura varioarmata werd in 1922 voor het eerst wetenschappelijk beschreven door Watzl. 